# フェノプロフェン
フェノプロフェン（Fenoprofen）とは、(RS)-2-(3-フェノキシフェニル)-プロピオン酸（(RS)-2-(3-phenoxyphenyl)-propionic acid）のことである。なお、CAS登録番号は31879-05-7である。

## 構造

フェノプロフェンの線角構造式。

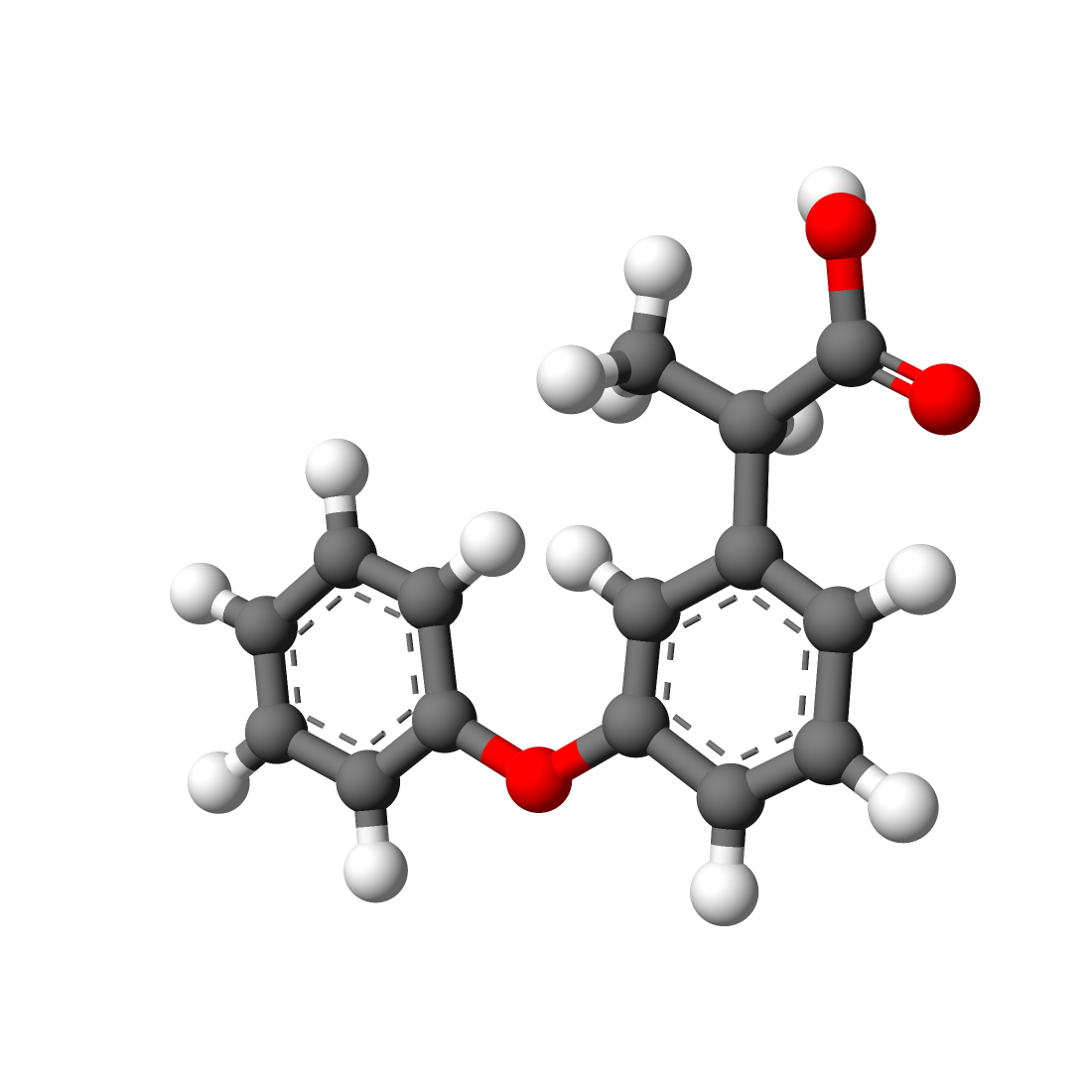
フェノプロフェンの分子模型。黒が炭素、白が水素、赤が酸素を表す。

フェノプロフェンの分子式はC15H13O3で、モル質量はは242.26986 (g/mol)である。フェノプロフェンは、2つのベンゼン環がエーテル結合をした構造をしているジフェニルエーテルの誘導体であり、ジフェニルエーテルのベンゼン環に直結する水素のうちの1つがプロピオン酸の2位の炭素に置換された構造をしている。なお、このプロピオン酸部分の2位の炭素はキラル中心である。また、カルボキシ基を持っているために塩を形成することもあり、例えば、後述のカルシウム塩などが知られている。

## 薬剤
フェノプロフェンは医薬品として利用されることもある。フェノプロフェンはプロピオン酸系のNSAIDsの1種であり、他の一般的なNSAIDsと同様に、ヒトなどの生体内でシクロオキシゲナーゼ（COX1とCOX2の両方）を阻害する。このためにプロスタグランディン類の合成が阻害され、炎症を抑え、また解熱作用も持つ。ただし、このために他の一般的なNSAIDsと同様の胃腸障害などの副作用も発生し得る。また、これは当然ながら過量のフェノプロフェンを使用した場合は、さらなる有害な作用が出現し、それは使用後数時間以内に現れてくる。その他、個体によっては過剰投与でなくとも本剤への過敏症などによる症状も起こり得る。無論、本剤に過敏症を示す者への投与は禁忌である。

## 薬物動態
フェノプロフェンはヒトに対して経口投与をしても吸収され、空腹時に600 mgのフェノプロフェンを単回投与した場合、約2時間語に血中濃度が最高となった。フェノプロフェンはタンパク結合率の比較的高い薬物の1つであり、ヒトの体内へと吸収されたフェノプロフェンは、その約99 ％が血中のアルブミンと結合した形で存在する。ヒトの体内では、約90 ％がグルタチオン抱合を受けて、その後、腎臓から尿中へと排泄される。なお、フェノプロフェンのヒト体内での半減期は、約3時間である。

## カルシウム塩
しばしばフェノプロフェンはカルシウムとの塩の形、すなわち、フェノプロフェンカルシウム（Fenoprofen calcium）の形にして医薬品として使用される。このフェノプロフェンカルシウムは常温常圧で固体。なお、フェノプロフェンとは別なCAS登録番号が与えられており、フェノプロフェンカルシウムのCAS登録番号は34597-40-5である。ちなみに、フェノプロフェンカルシウムは通常2分子の結晶水を持っており、組成式は(C15H13O3)2Ca・2H2Oで、分子量は558.6324である。

## 主な参考文献
- “Fenoprofen (CID:3342)”. 2016年3月9日閲覧。
- “フェノプロフェンカルシウム D00968”. 2016年3月9日閲覧。
- “Fenoprofen”. 2016年3月9日閲覧。
- Fenoprofen
- フェノプロフェンカルシウム (D00968)